# 开放式一等座车
开放式一等座车（英文原名：First Open，英文又称：Open First，英国铁路客车代码：FO）是英国的铁路客车中一种采用开放车厢设计的一等座车，座位布局为2+1。这一称呼1951年“英国铁路1型客车”投入时首次使用。在英国铁路行业国有垄断时期和分拆私有化后至今均有使用。“英国铁路1型客车”及之后的“英国铁路2型客车”、“英国铁路3型客车”、“英国铁路4型客车”、“英国铁路5型客车（British Rail Mark 5）”均有这一类型。
在中国，虽有采用类似布局的铁路客车，但不使用“开放式一等座车”这一称呼。中国国家铁路集团（包括其前身中国铁路总公司、中华人民共和国铁道部）所属普铁列车采用类似布局的车厢为“软座车”和“一等座车”，所属高铁列车为“一等座车（官方英文名称：First Class Coach）”。港铁所属的“动感号高速动车组”类似布局的的车厢亦称为“一等座车（官方英文名称：First Class Coach）”，在其所属的东铁线上运行的列车采用类似布局的的车厢称为“头等车厢”或“头等车卡”。台湾高铁类似布局的车厢为“商务车厢”。

## 英国铁路1型客车
“开放式一等座车”称呼最早在1951年投入使用的“英国铁路1型客车”开始使用。最初的3节该类型的车厢由“英国铁路伦敦、米德兰区域”使用，内设42个座位，座位布局为2+1，无中间车门。第二批“英国铁路1型客车”开放式一等座车1954年开始制造，编号号段为：3003—3019，车厢中部增加了一对车门。  
使用BR1型转向架和联合型转向架的版本构造速度仅为140千米/小时（90英里/小时）。使用B4型转向架的后期版本构造速度可达160千米/小时（100英里/小时）。早期版本除3076号—3080号外均使用BR1型转向架，3076号—3080号为联合型转向架验证车。因BR1型转向架性能有限，1961年起便不再使用。3101号至3151号使用联合型转向架，在提升转向架质量的同时每节车厢还能减重5吨。 

20世纪60年代后期至20世纪70年代，部分“英国铁路1型客车”开放式一等座车改用空气制动，部分仍使用真空制动或真空、空气双重制动。 

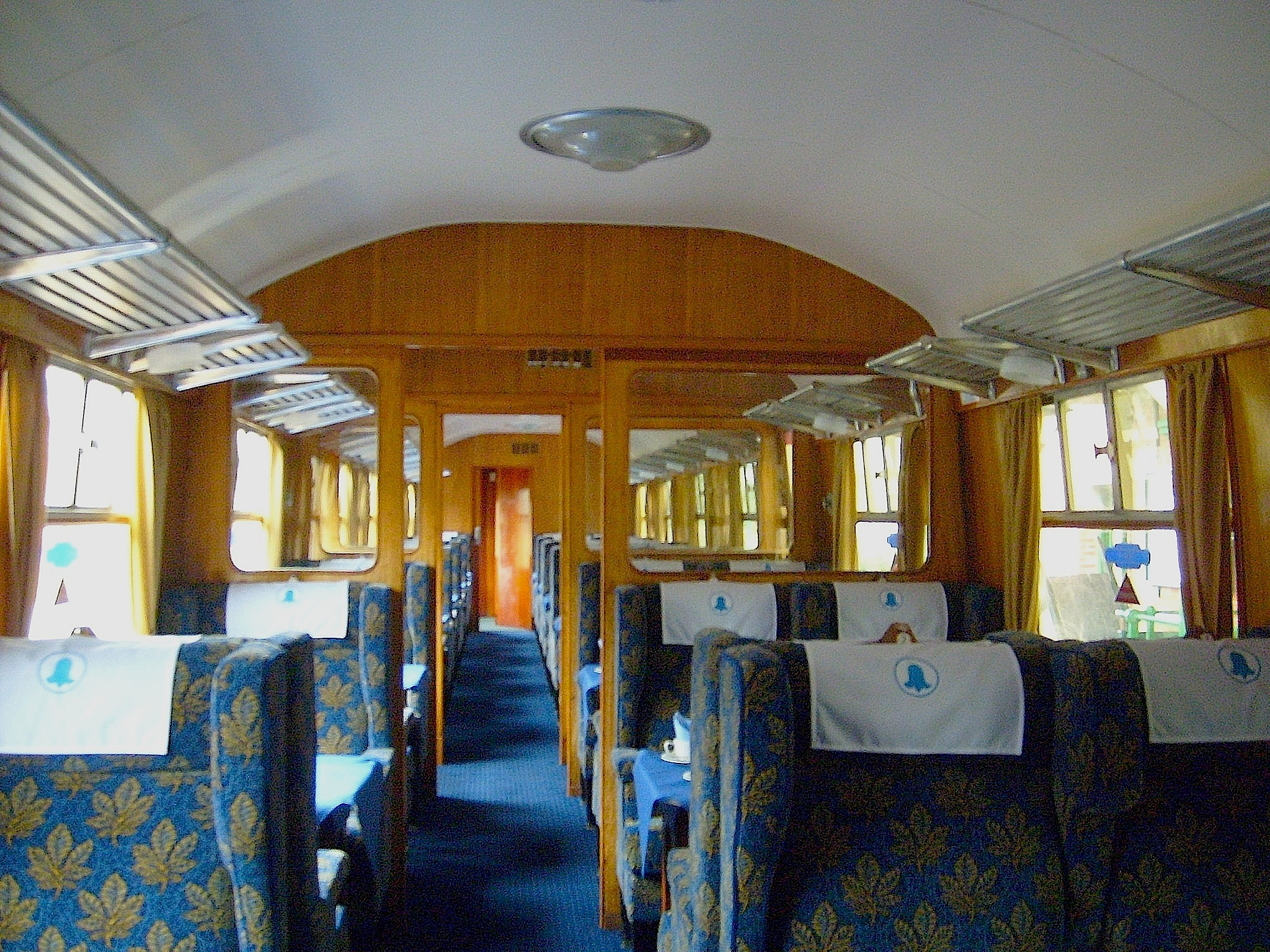
“英国铁路1型客车”开放式一等座车内部
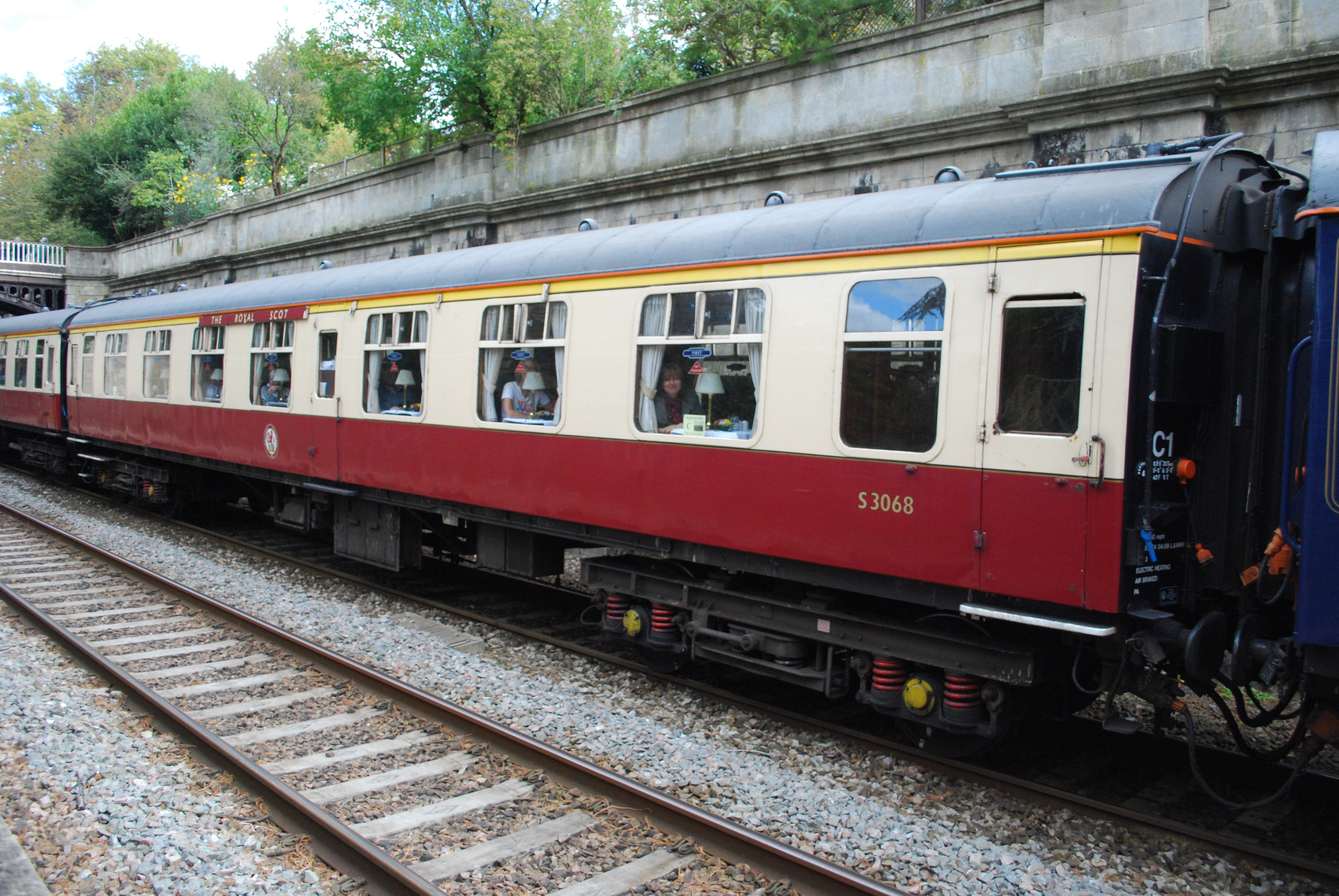
“英国铁路1型客车”开放式一等座车第3068号车卡，使用红色与奶油色相间的初始涂装。2011年在位于英国巴斯的悉尼花园（英语：Sydney Gardens）拍摄。
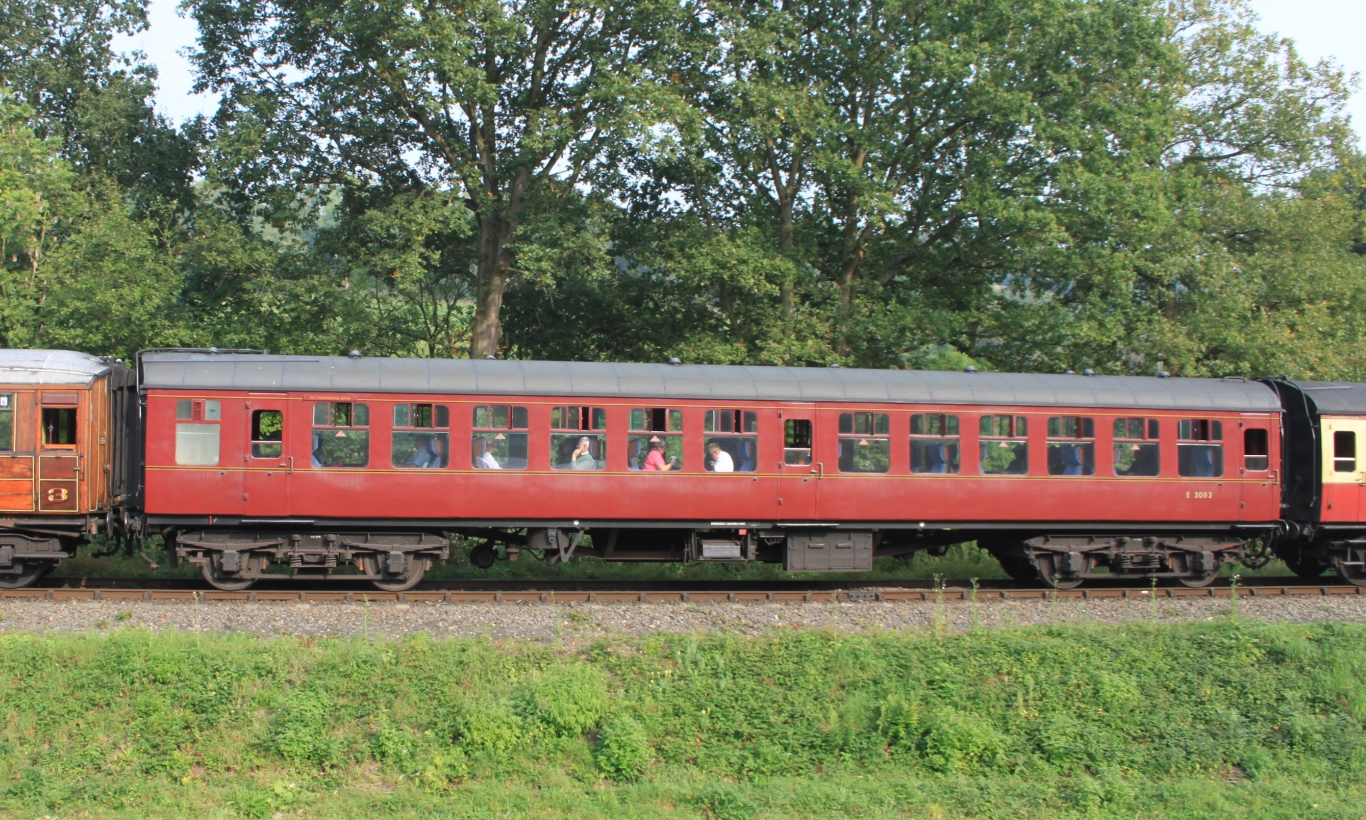
唐卡斯特铁路工厂（英语：Doncaster Works）生产的“英国铁路1型客车（1957年实验型）”的开放式一等座车，编号：3083，使用褐红色涂装。 2014年拍摄于塞文谷铁路（英语：Severn Valley Railway）。
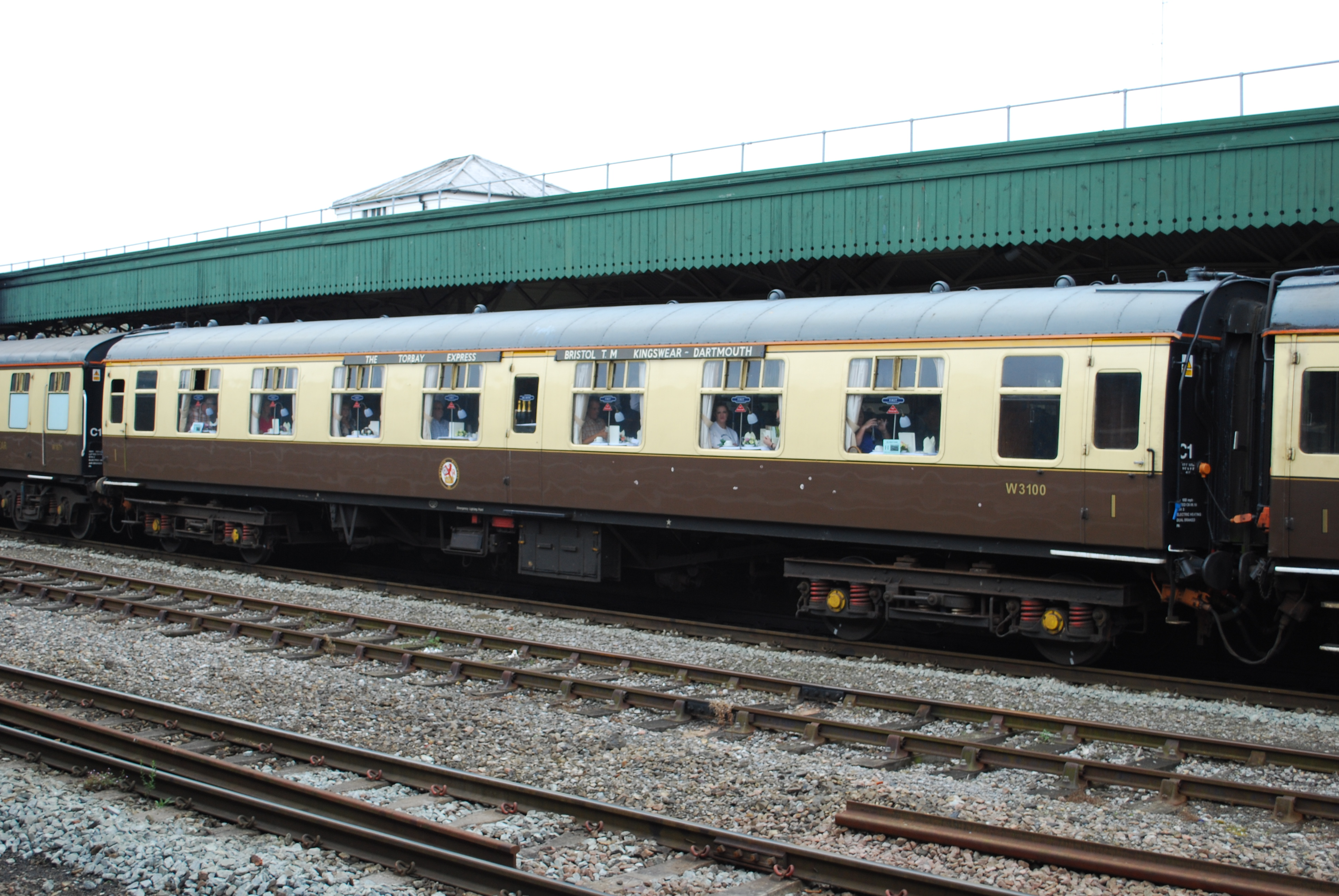
使用巧克力色和奶油色相间涂装的“英国铁路1型客车”开放式一等座车。该车厢编号为3100。2012年拍摄于布里斯托尔寺院草原站。
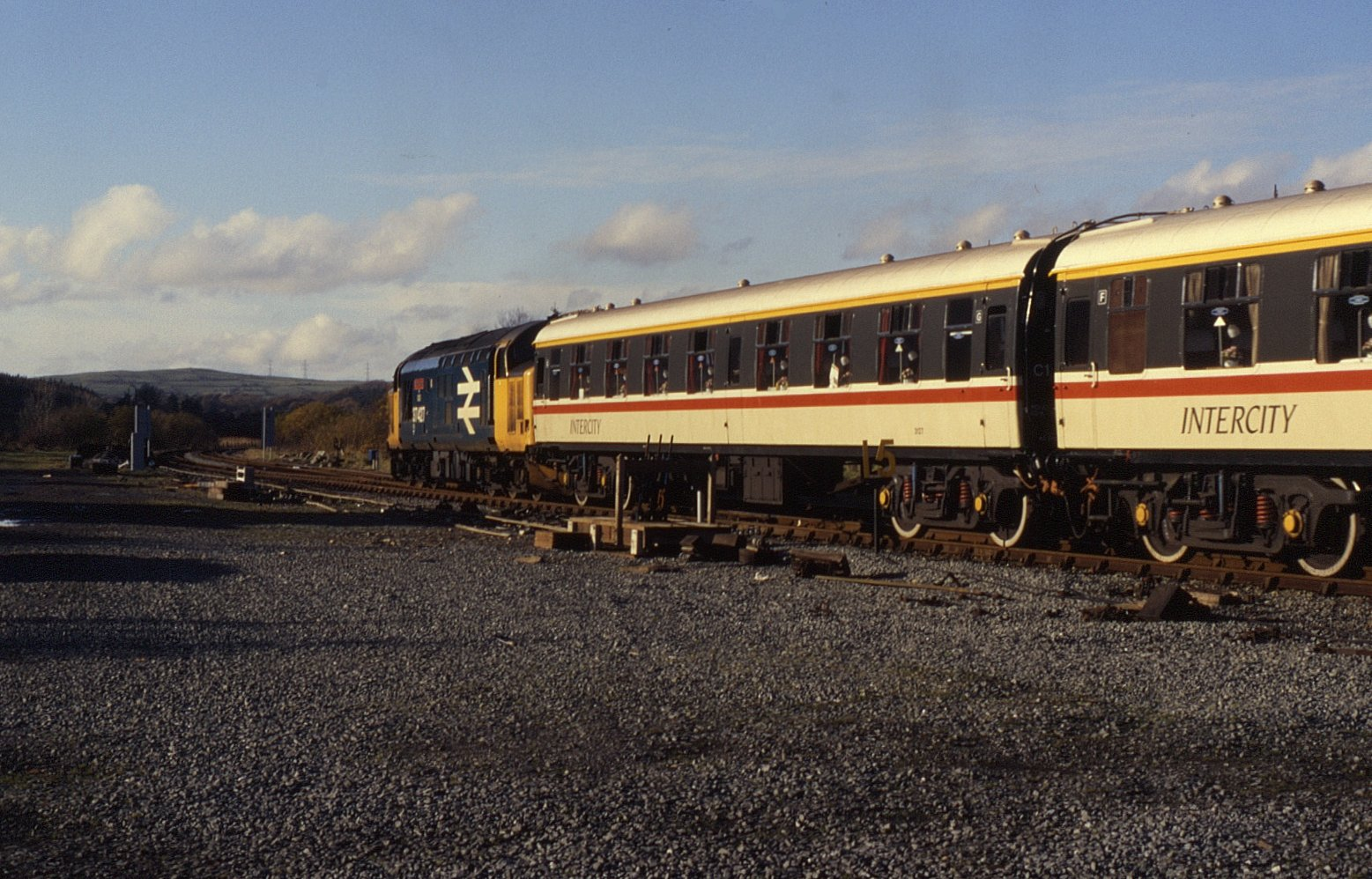
使用英国铁路城际列车（英语：InterCity (British Rail)）涂装的“英国铁路1型客车”开放式一等座车，1988年11月拍摄。

## 英国铁路2型客车
“英国铁路2型客车”中第一批开放式一等座车为1970年研制改进型“英国铁路2C型客车”。1971年开始生产的“英国铁路2D型客车”同样拥有开放式一等座车，且全部为空调车厢。1972年至1973年间制造的“英国铁路2E型客车”开放式一等座车引入了荧光灯管照明，洗手间也进行了改进。1973年至1975年间生产的最终型号“英国铁路2F型客车”的一些特征包括改进的座椅设计、空调车厢等在后来的“英国铁路3型客车”原型车上仍被沿用。现时退役的“英国铁路2型客车”全部使用B4型转向架，构造速度160千米/小时。

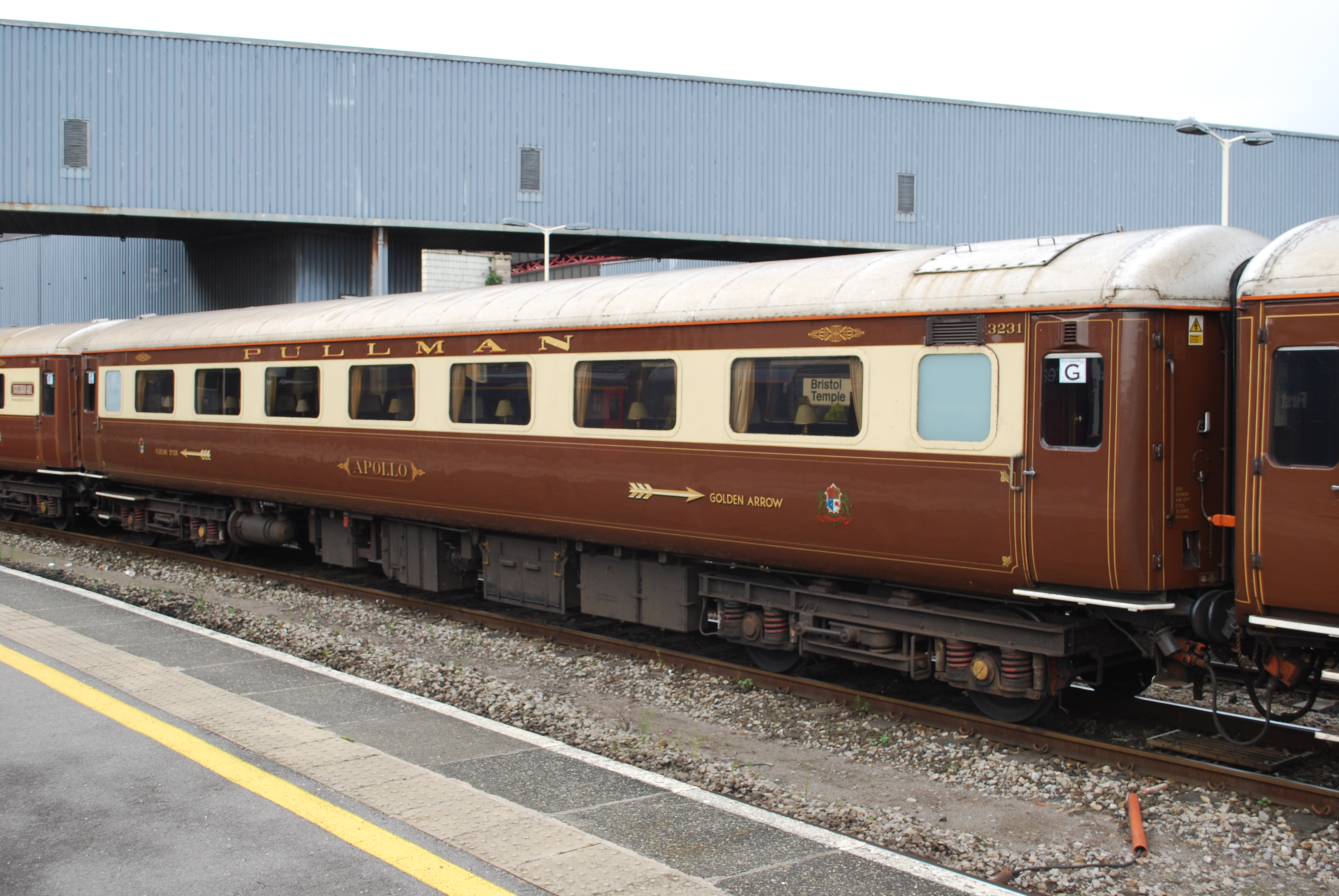
编号为3231的“英国铁路2D型客车”开放式一等座车，使用普尔曼涂装2012年8月拍摄于布里斯托尔寺院草原站。
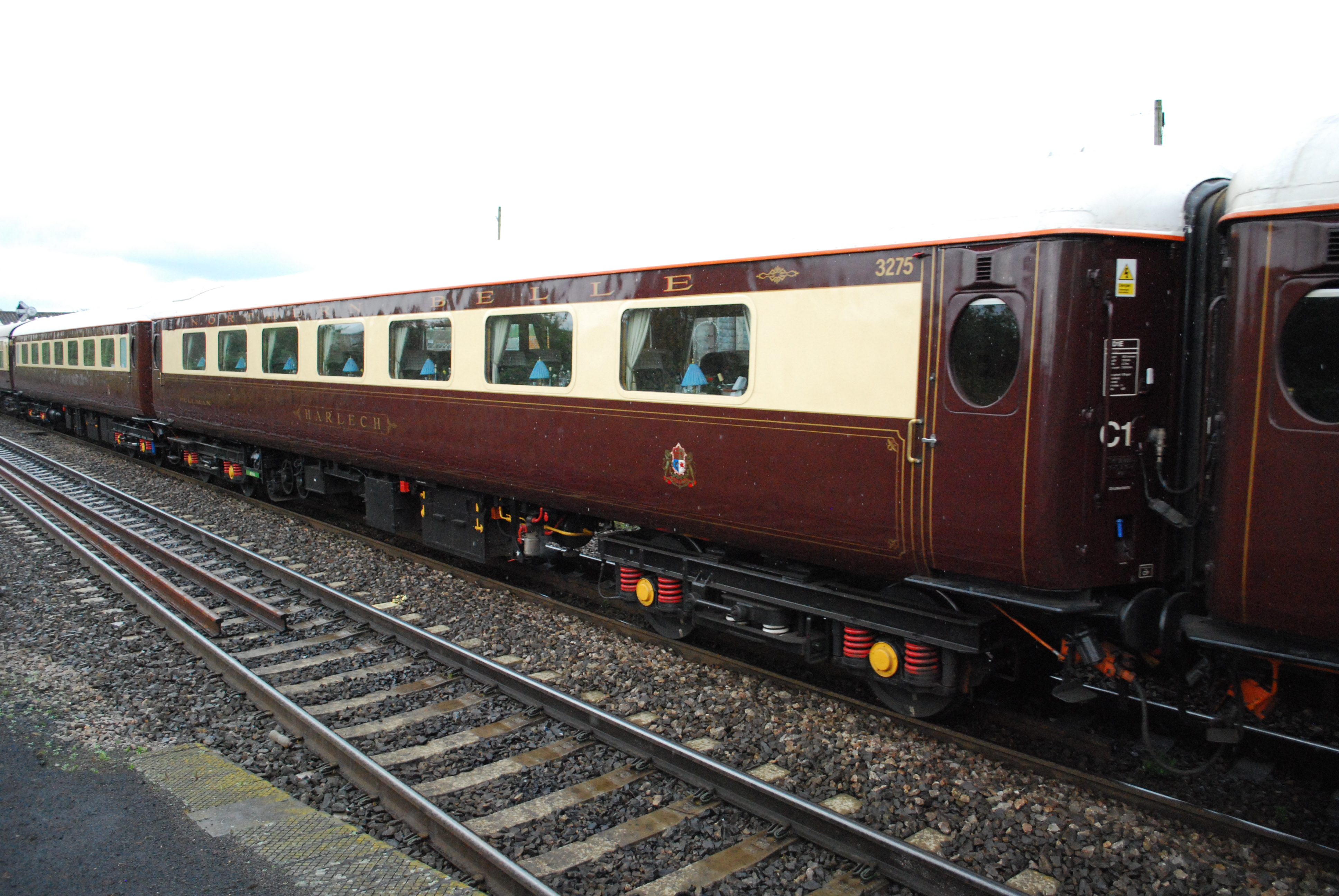
威尼斯－辛普朗東方快車（英语：Venice-Simplon Orient Express）的“英国铁路2E型客车”开放式一等座车，编号：3247，使用普尔曼涂装。2012年4月拍摄于英国的帕茨韦站（英语：Patchway railway station）。
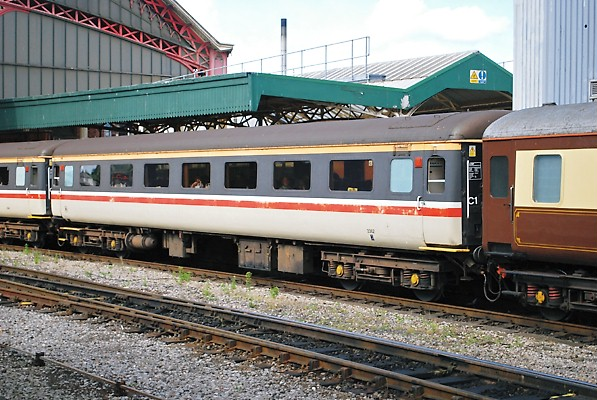
英国西海岸铁路公司（英语：West Coast Railways）的“英国铁路2F型客车”开放式一等座车，编号：3362，使用“城际列车”[註 4]涂装。2009年8月拍摄于布里斯托尔寺院草原站。
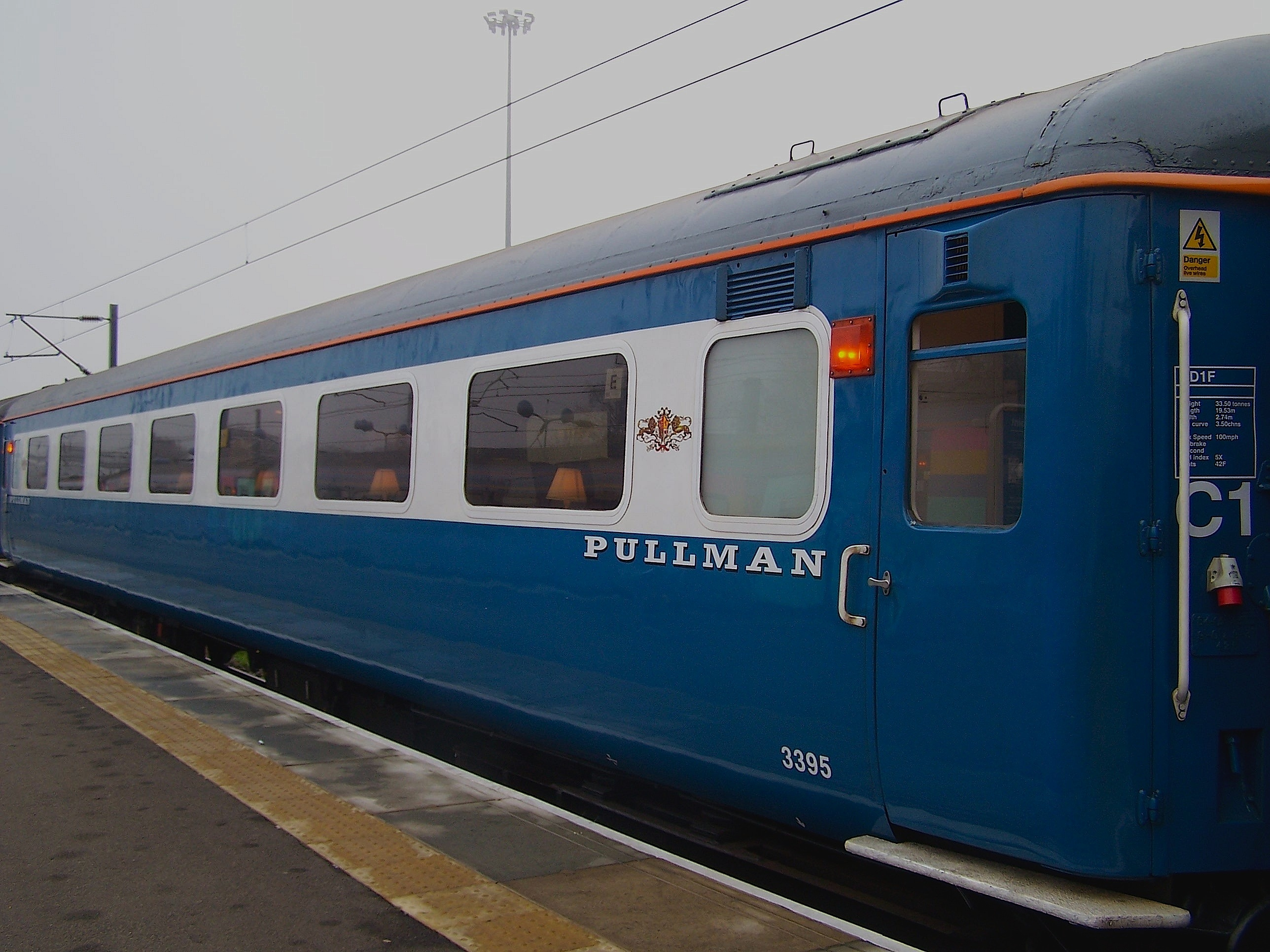
FM铁路公司（英语：FM Rail）所使用的“英国铁路2F型客车”开放式一等座车，使用蓝色普尔曼涂装。
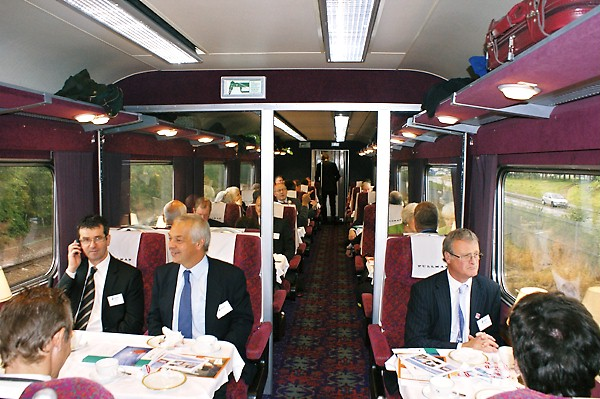
“英国铁路2F型客车”开放式一等座车内部。

## 英国铁路3型客车
“英国铁路3型客车原型车”1972年由英国的德比铁路车辆工厂制造，包含4节开放式一等座车，用于“英国铁路252型内燃动车组”（英国一型动力集中式高速动车组）的无动力拖车。原型车使用BT5型转向架，最高运营速度201千米/小时（125英里/小时），长22.86米。“英国铁路3A型客车”亦拥有开放式一等座车，同样由德比铁路车辆工厂制造，用于由机车牵引的列车。1975年开始在英国的西海岸主线运营。1979年，有7节编号（号段）为：11004—11010、11022的该类型车厢在格拉斯哥皇后街站↔爱丁堡威瓦利站之间用于推挽式旅客列车。11004号后于波尔蒙特铁路事故中报废。“英国铁路3B型客车”开放式一等座车由德比铁路车辆工厂制造于1985年至1988年，共计38节。交付时使用英国铁路城际列车涂装。初期在英国西海岸干线提供普尔曼一等座服务。

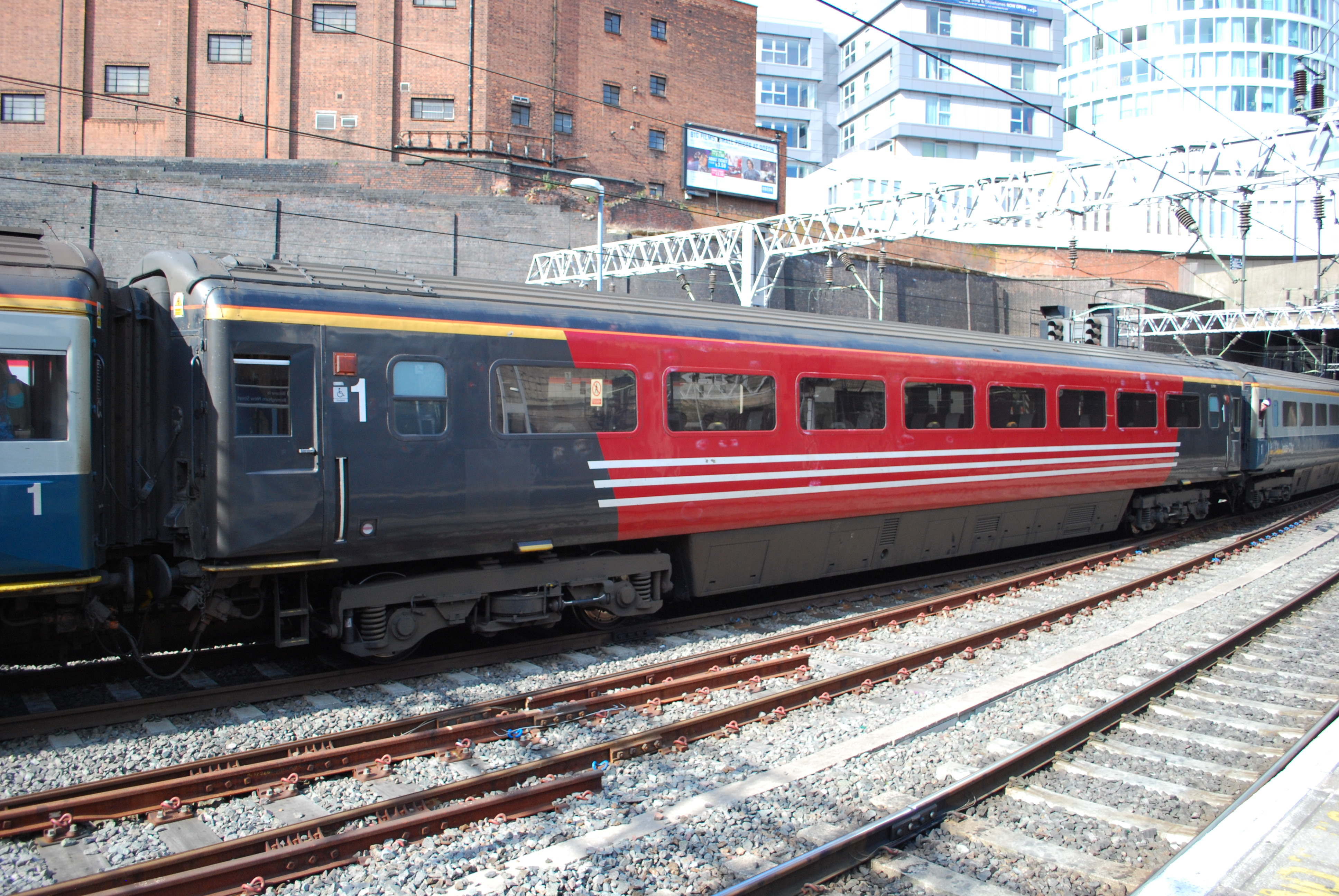
维珍列车的“英国铁路3A型客车”开放式一等座车，编号：11027，使用初始涂装。2009年7月拍摄于伯明翰新街站。
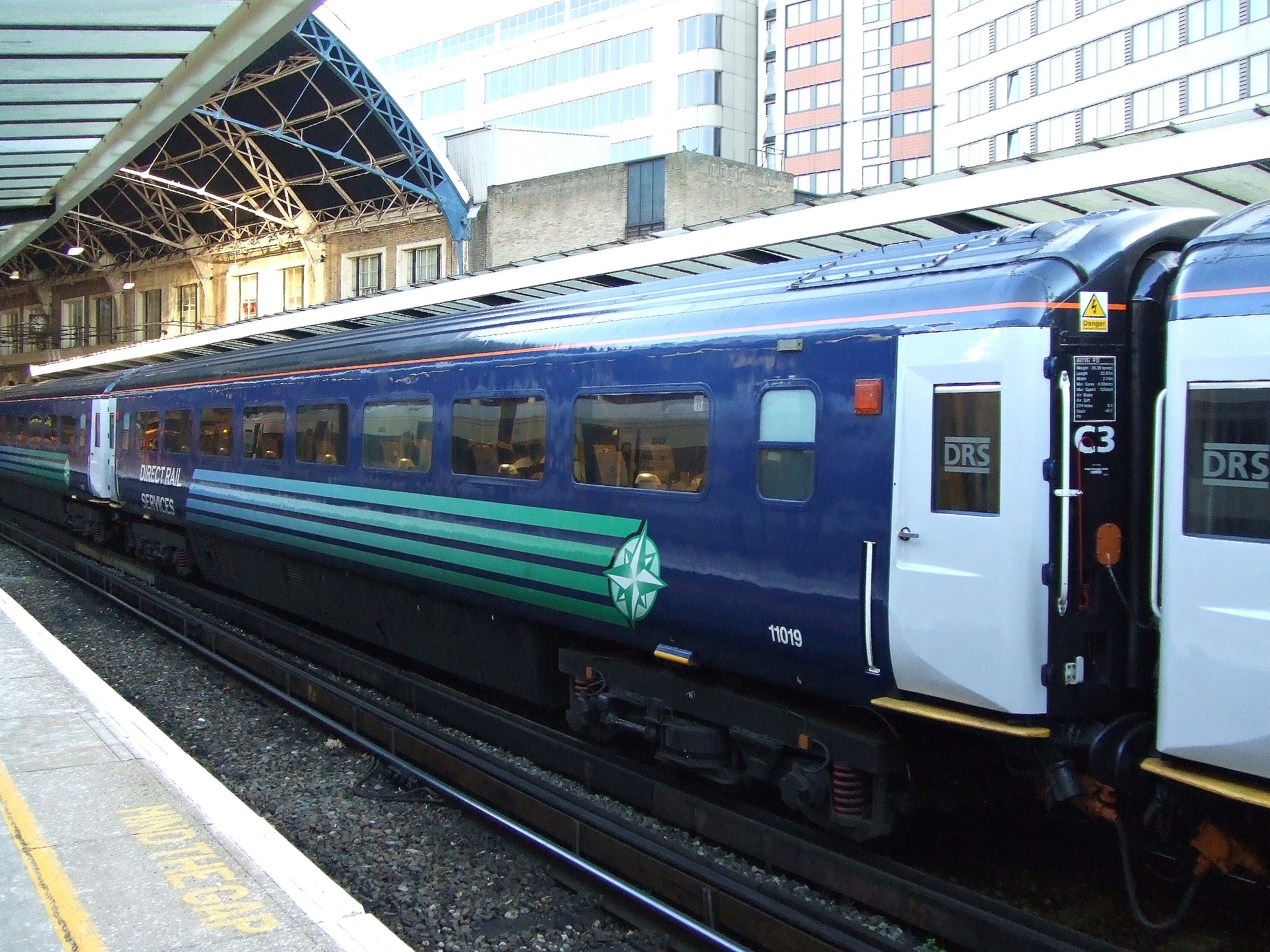
编号为11019的“英国铁路3A型客车”开放式一等座车在伦敦维多利亚车站，2007年12月拍摄。
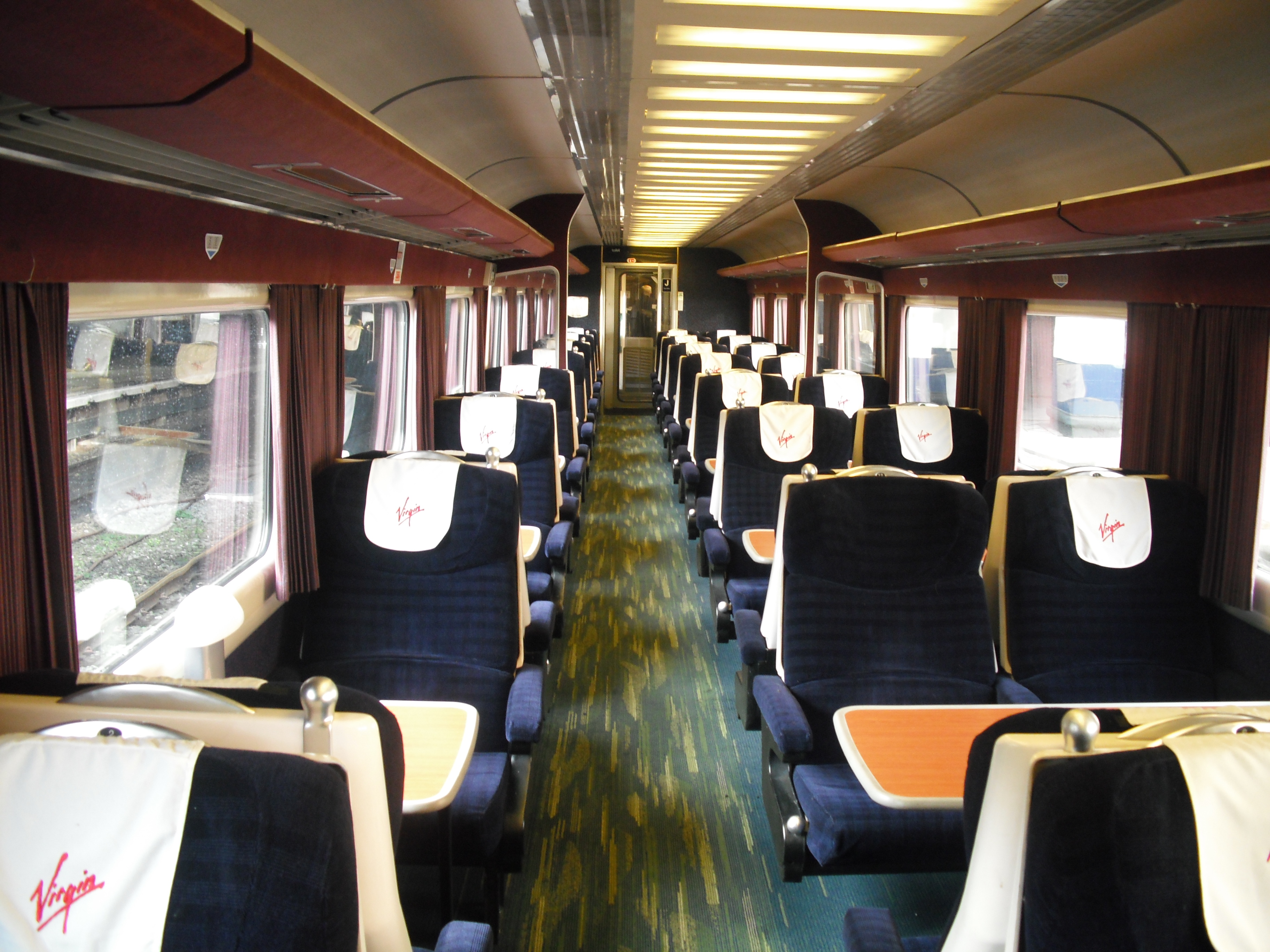
维珍列车“英国铁路3A型客车”开放式一等座车内部，2009年12月拍摄。
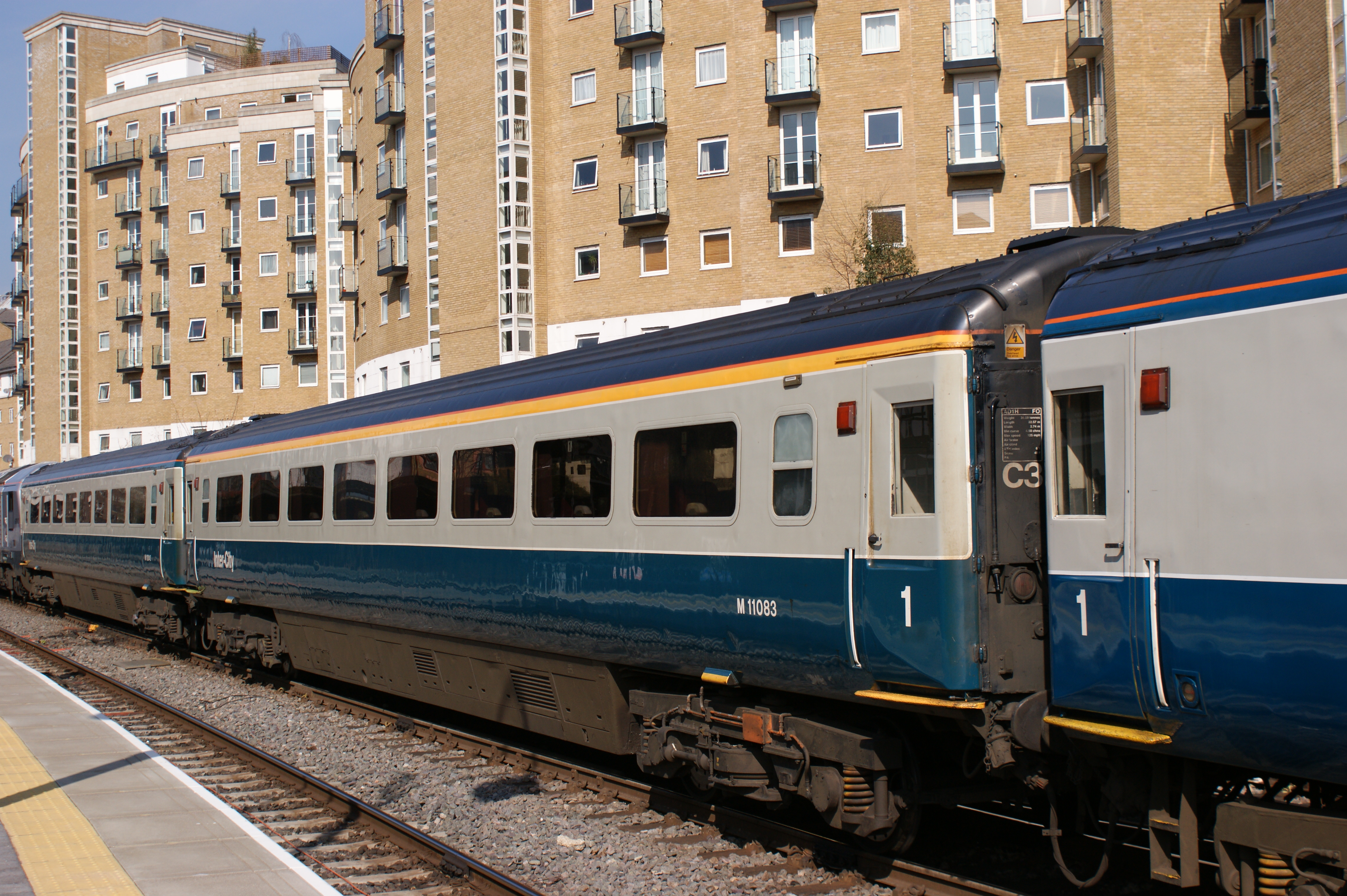
使用英国铁路蓝灰相间涂装的“英国铁路3B型客车”开放式一等座车，编号：11083。2009年3月拍摄于马里波恩站。
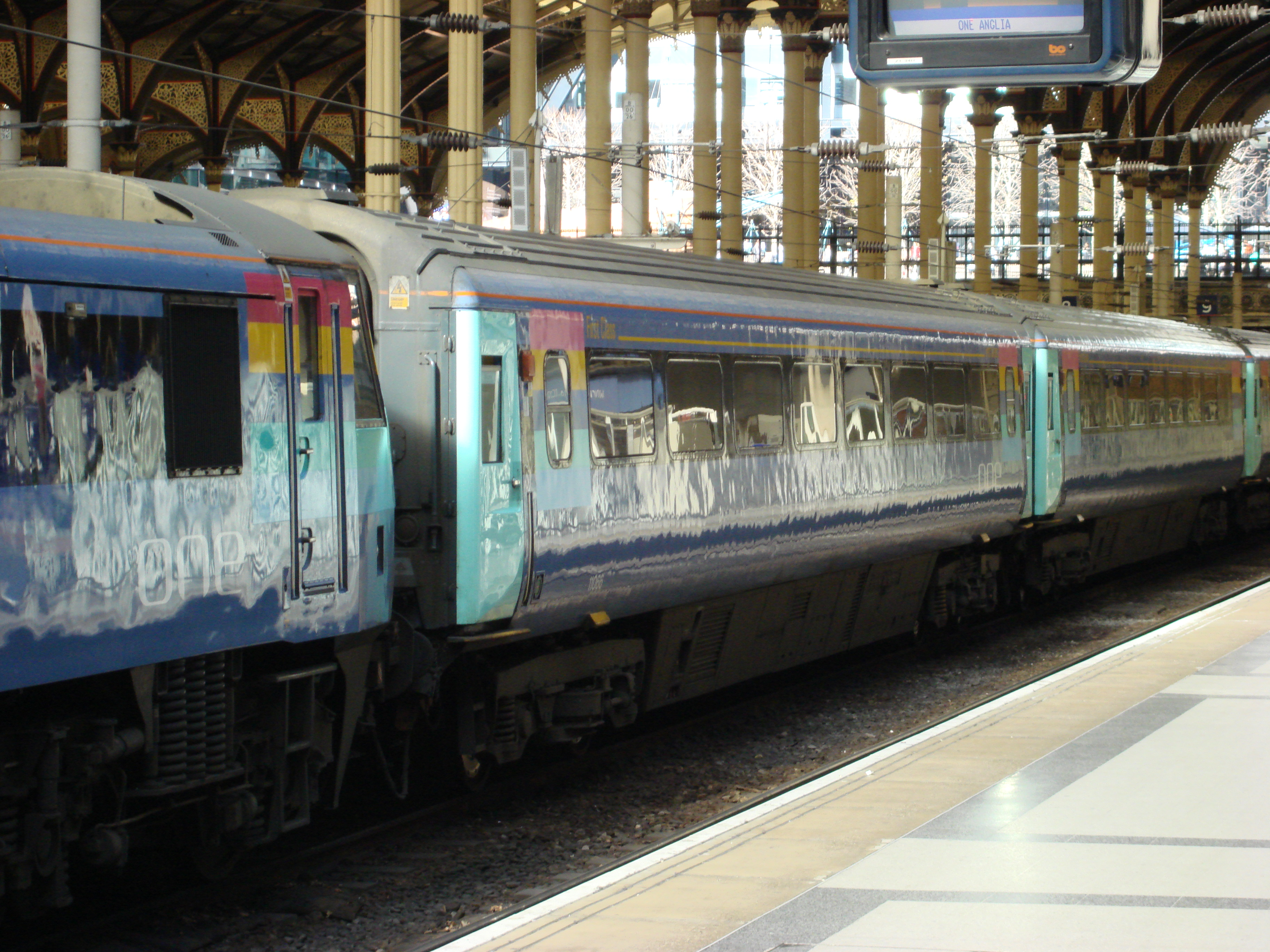
“英国铁路3B型客车”开放式一等座车，2007年3月拍摄于伦敦利物浦街车站。
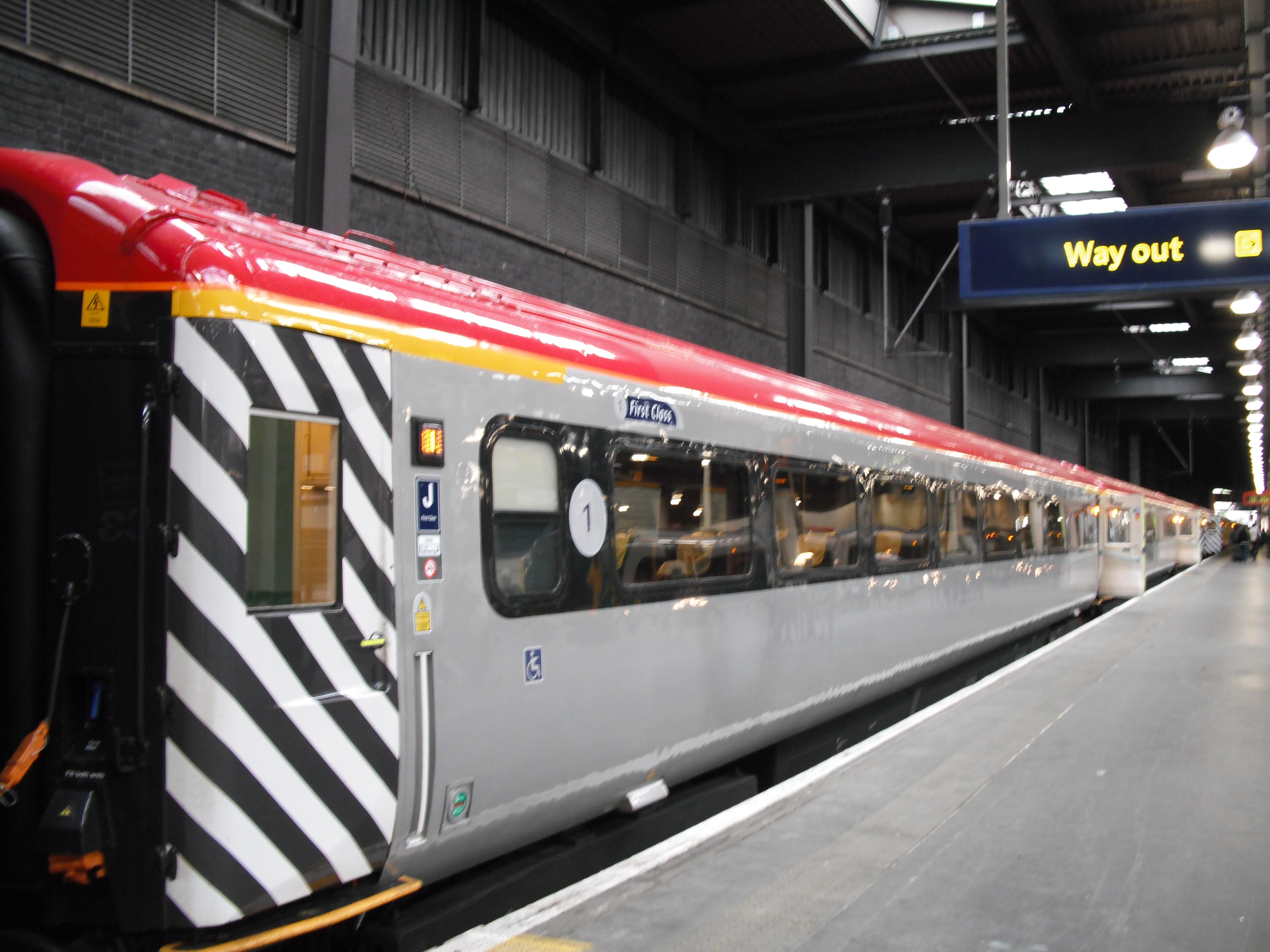
维珍列车银色涂装“英国铁路3A型客车”开放式一等座车，2009年8月拍摄于伦敦尤斯顿车站。
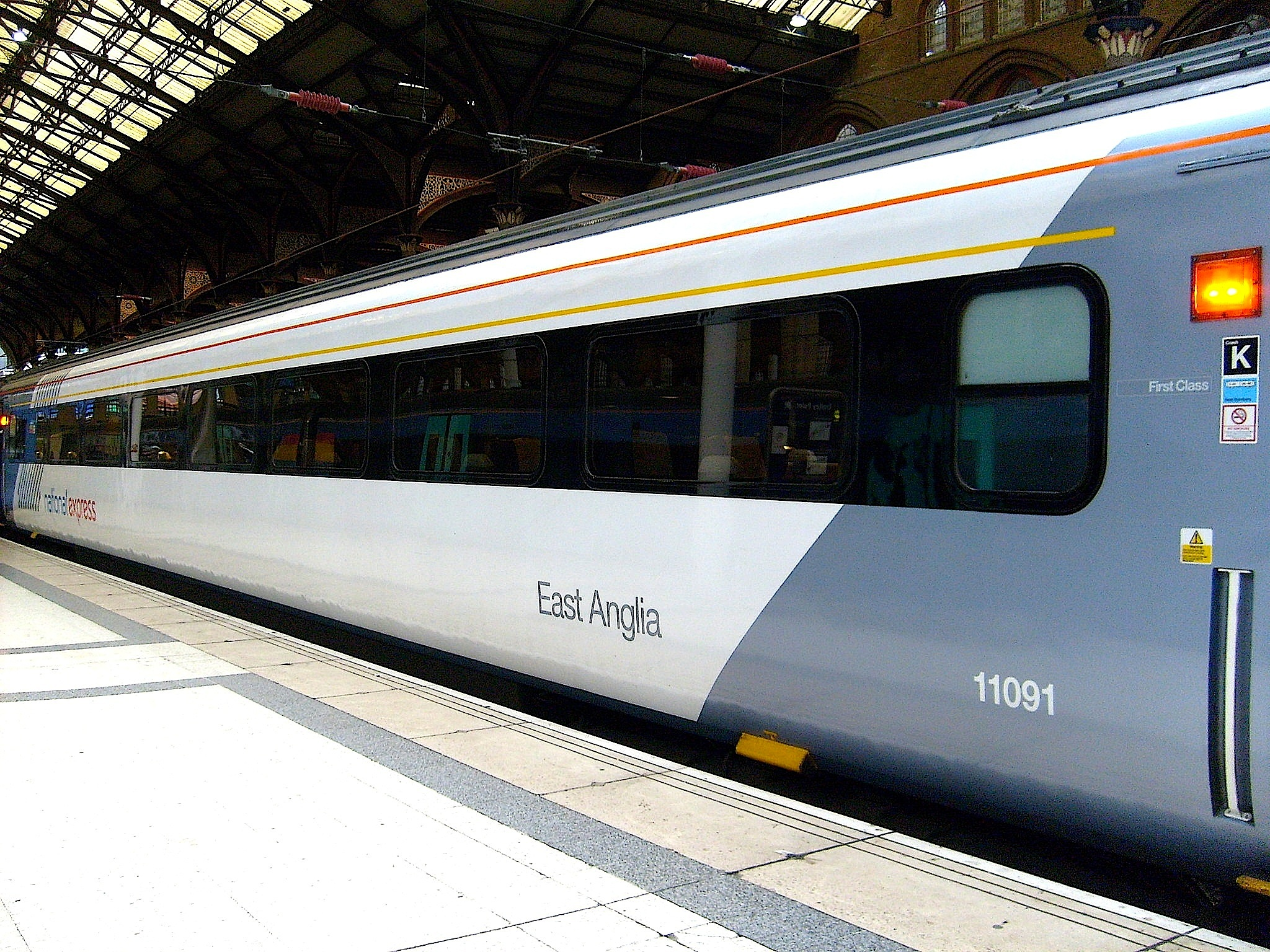
英国国家快运集团（英语：National Express）的“英国铁路3B型客车”开放式一等座车，编号：11091。2008年3月8日拍摄于伦敦利物浦街车站。摄影：皮特·斯库斯（Peter Skuce）。
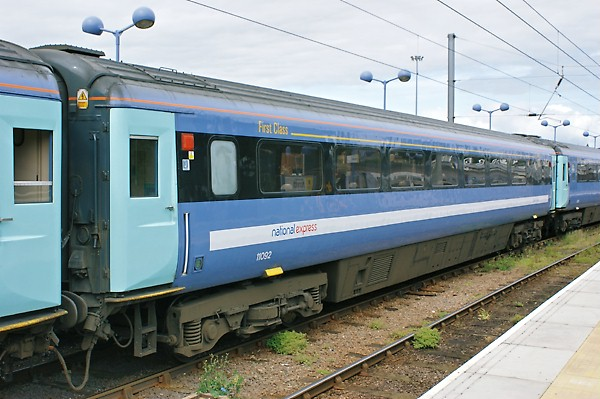
英国国家快运集团（英语：National Express）的“英国铁路3B型客车”开放式一等座车，编号：11092。2008年6月拍摄于诺维奇站。
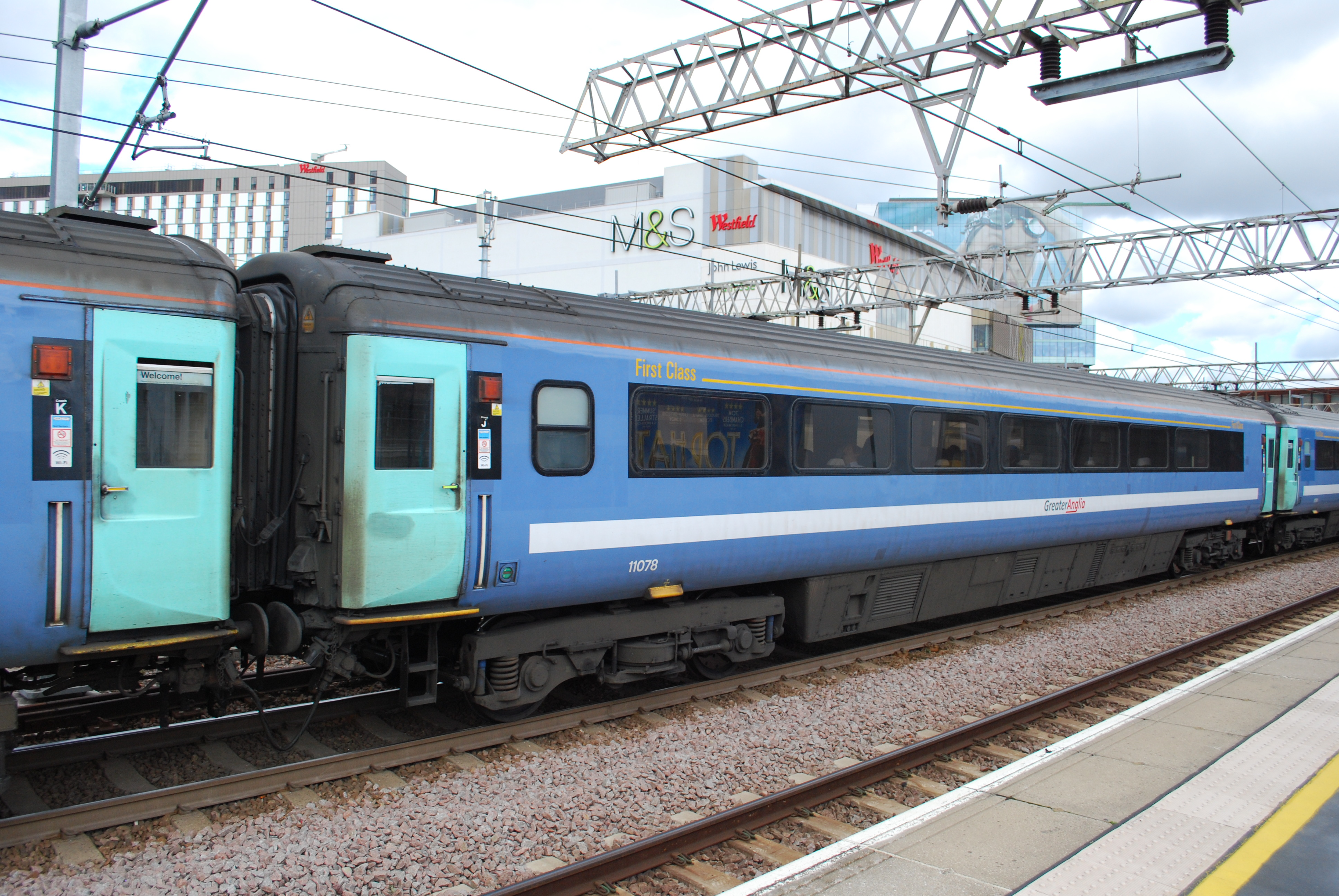
英国铁路3B型客车”开放式一等座车，编号：11078。2012年8月拍摄于斯特拉福德站。

## 英国铁路4型客车
“英国铁路4型客车”开放式一等座车由都城嘉慕制造于1991年至1992年。“英国铁路4型客车”为“城際225型電力動車組”（英国一型动力集中式高速动车组）的无动力车厢。“英国铁路4型客车”设有集便器和自动内嵌式门。转向架为瑞士康美包制造的BT41A型转向架。设计最高速度为225千米/小时，最高运营速度为201千米/小时。

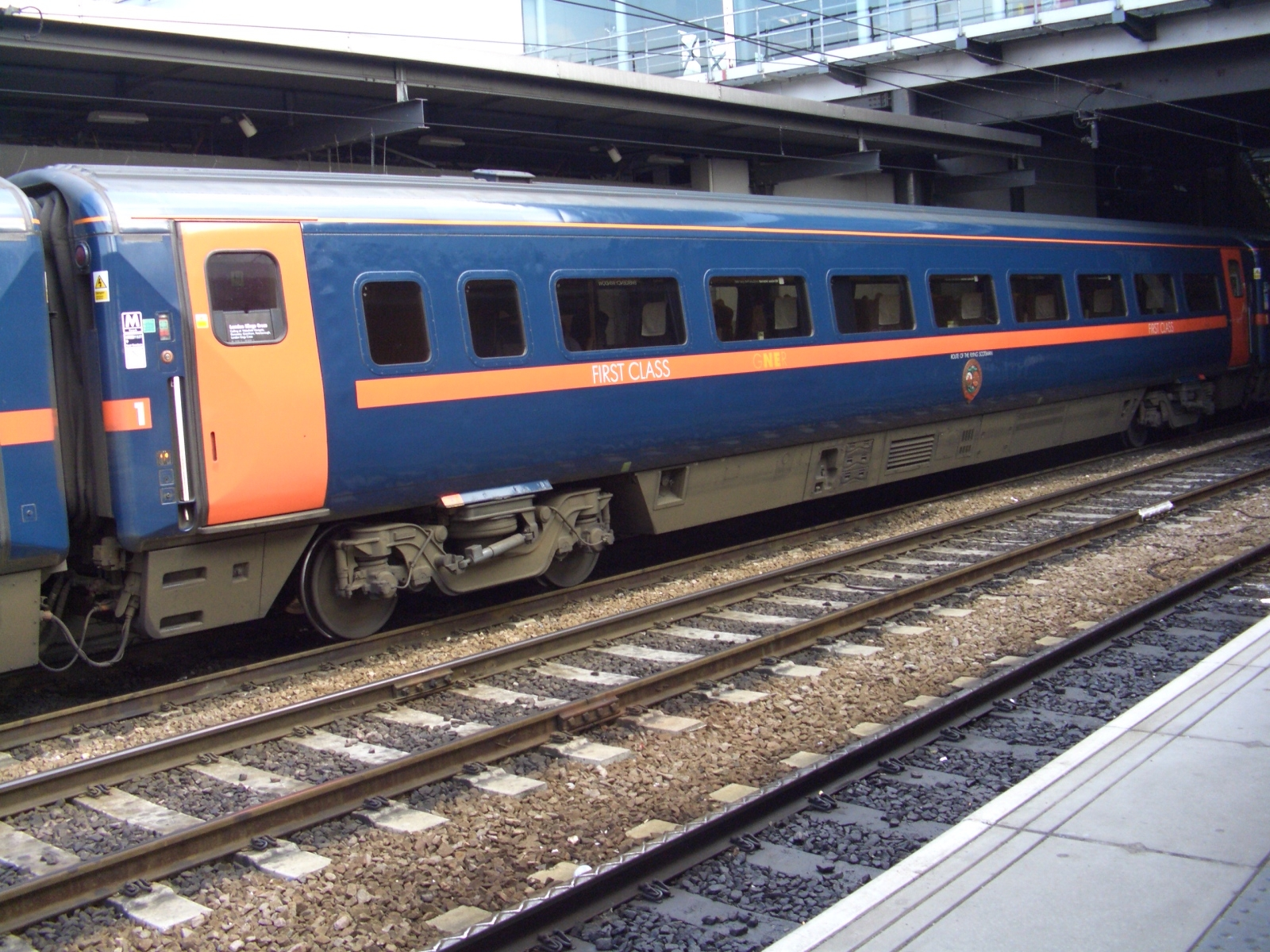
英国大东北铁路公司（英语：Great North Eastern Railway）所属的“英国铁路4型客车”开放式一等座车，2006年拍摄于利兹站。
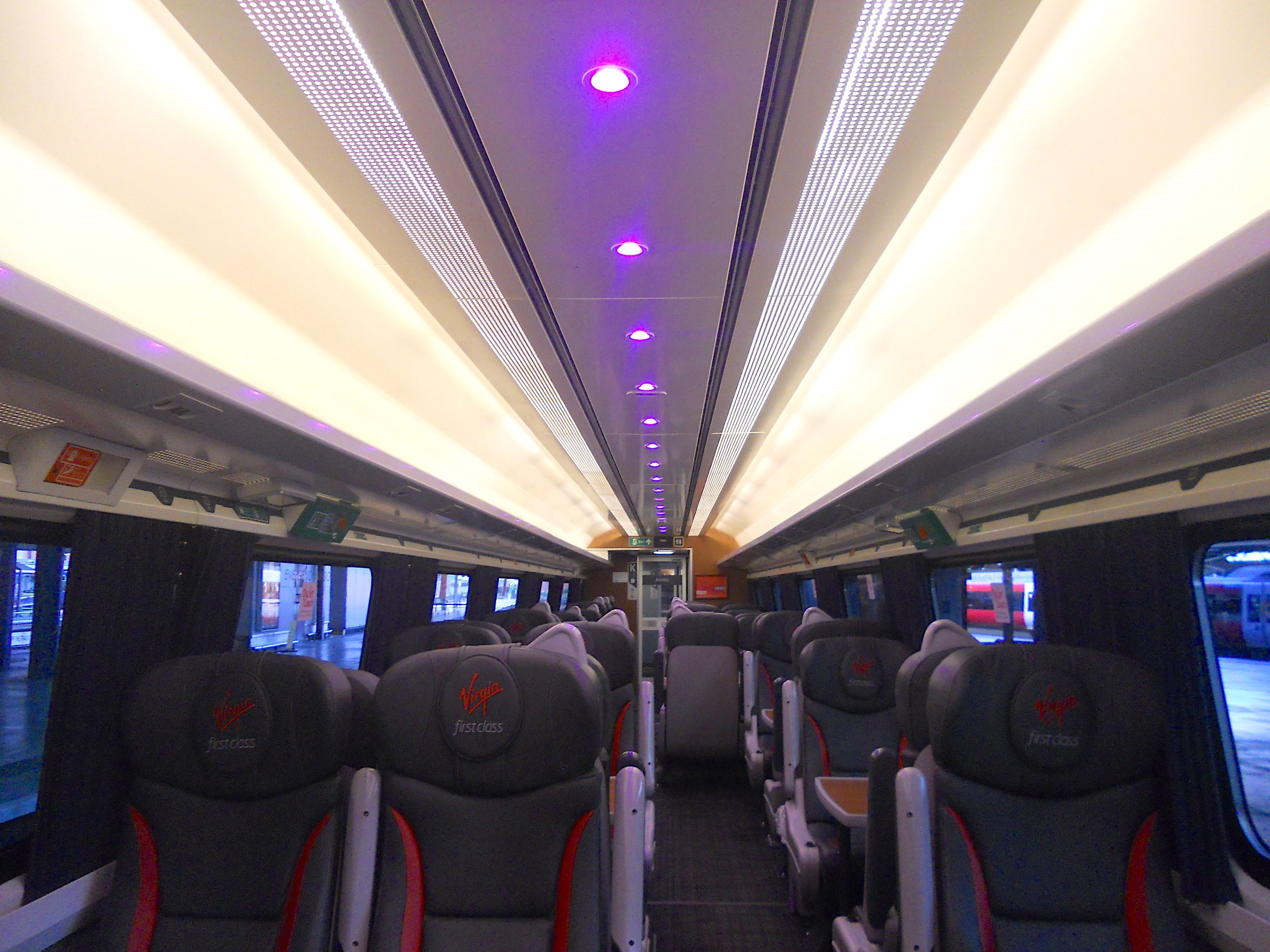
经维珍列车东海岸（英语：Virgin Trains East Coast）翻新后的“英国铁路4型客车”开放式一等座车内部。